# The Juliet Letters
The Juliet Letters è un album di Elvis Costello scritto e registrato con il quartetto d'archi Brodsky Quartet. Pubblicato nel 1993 è una "song sequenze" in venti "quadri" ispirati ad altrettante, ipotetiche lettere inviate all'indirizzo "Giulietta Capuleti - Verona". I almost had a weakness era il singolo tratto dall'album.

## Tracce
1. Deliver Us (Declan MacManus) – 0:49
2. For Other Eyes (Paul Cassidy, MacManus, Doug Phillips) – 2:55
3. Swine (Cassidy, MacManus) – 2:08
4. Expert Rites (MacManus) – 2:23
5. Dead Letter (Cassidy) – 2:18
6. I Almost Had a Weakness (MacManus, Michael Thomas) – 3:53
7. Why? (Ian Belton, MacManus) – 1:26
8. Who Do You Think You Are? (MacManus, Michael Thomas) – 3:28
9. Taking My Life in Your Hands (Cassidy, MacManus, Jaqueline Thomas, M. Thomas) – 3:20
10. This Offer Is Unrepeatable (Cassidy, MacManus, Belton, Phillips, J. Thomas, M. Thomas) – 3:12
11. Dear Sweet Filthy World (Belton, MacManus, M. Thomas) – 4:17
12. This Letter Home (Belton, Cassidy, MacManus) – 3:10
13. Jacksons, Monk and Rowe (MacManus, M. Thomas) – 3:43
14. This Sad Burlesque (Cassidy, MacManus) – 2:47
15. Romeo's Seance(MacManus, M. Thomas) – 3:32
16. I Thought I'd Write to Juliet (MacManus) – 4:07
17. Last Post (M. Thomas, traditional) – 2:24
18. The First to Leave (MacManus) – 4:59
19. Damnation's Cellar (MacManus) – 3:25
20. The Birds Will Still Be Singing (MacManus) – 4:27

## Musicisti
- Elvis Costello - Voce
- Paul Cassidy - Violino
- Michael Thomas - Viola
- Jacqueline Thomas - Violoncello
- Ian Belton - Viola